# Hofmaenneria brachystoma
Hofmaenneria brachystoma är en rundmaskart som först beskrevs av Hofmanner 1914.  Hofmaenneria brachystoma ingår i släktet Hofmaenneria och familjen Monhysteridae. Arten är reproducerande i Sverige. Inga underarter finns listade i Catalogue of Life.